# Cerro Batoví
 (novembre 2022).
Si vous disposez d'ouvrages ou d'articles de référence ou si vous connaissez des sites web de qualité traitant du thème abordé ici, merci de compléter l'article en donnant les références utiles à sa vérifiabilité et en les liant à la section « Notes et références ».
Le cerro Batoví est une colline située dans la Cuchilla de Haedo, en Uruguay. Avec ses 224 mètres d'altitude, c'est une butte témoin servant d'emblème au département de Tacuarembó où elle est située.
Le cerro Batoví est situé à 25 kilomètres au sud de Tacuarembó, la capitale du département du même nom. Sa forme particulière est à l'origine de son toponyme qui, en langue guarani, signifie « sein d'une vierge ».
Située sur le versant escarpé de la partie orientale de la Cuchilla de Haedo, le cerro Batoví fait partie de ces nombreux reliefs originaux dont les caractéristiques se retrouvent sur le Plateau brésilien. Cette colline, en espagnol cerro, doit sa forme particulière au phénomène d'érosion délivrant sa structure cristalline, formée de basalte, qui en fait une butte témoin typique.

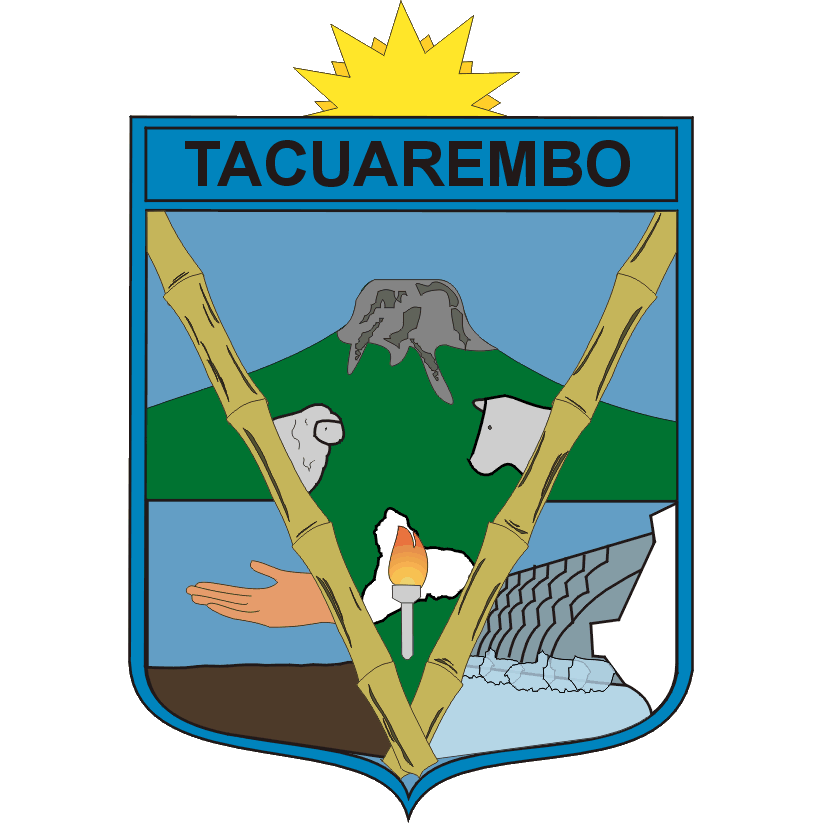
Le cerro Batoví sert d'emblème au département de Tacuarembó.
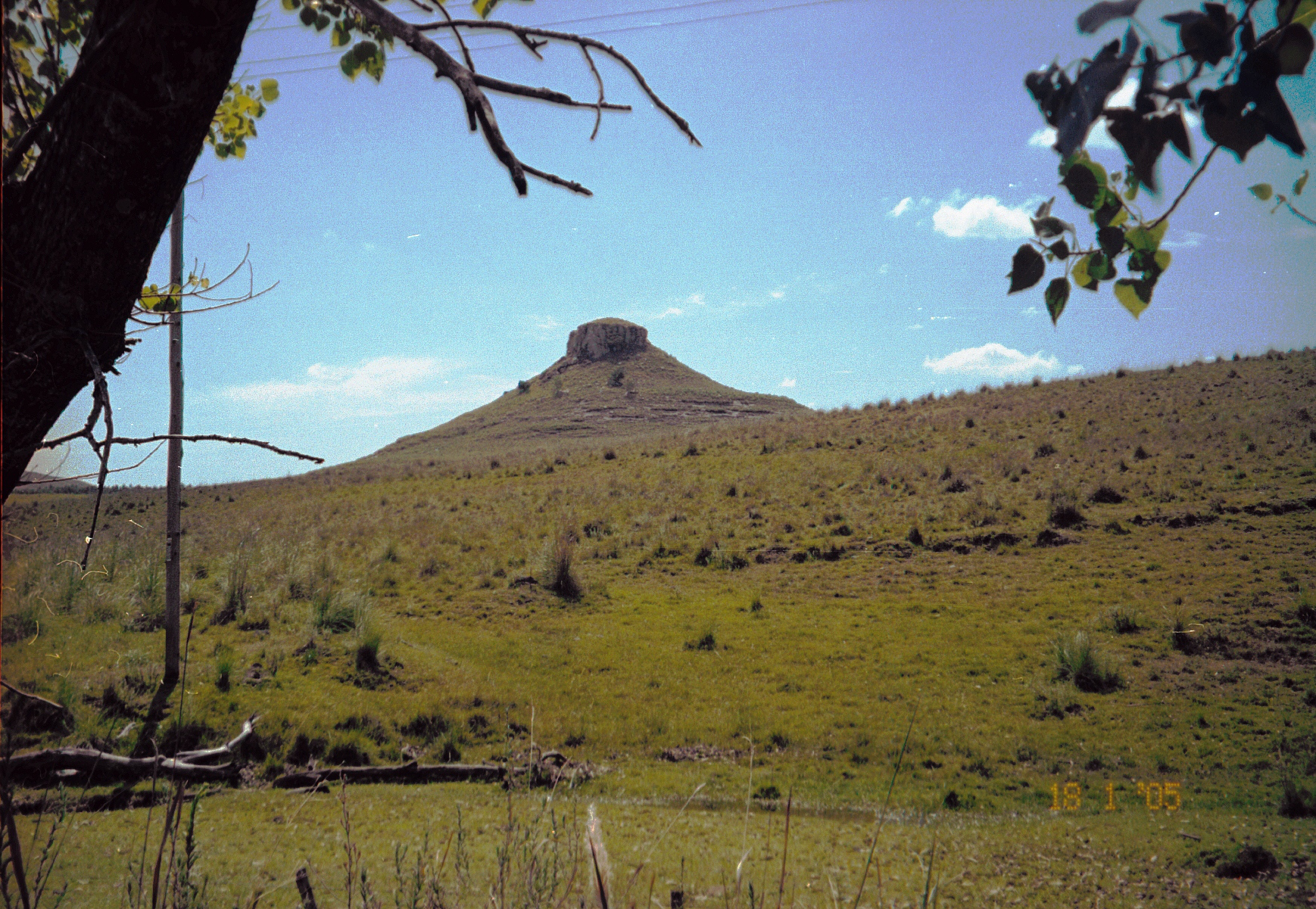
Le cerro Batoví s'inscrit sur une ligne abrupte du versant oriental de la Cuchilla de Haedo.